# Spadochron szkolno-treningowy
Spadochron szkolno-treningowy – spadochron osobowy przeznaczony do skoków szkolno-treningowych, używany w Aeroklubach i na strefach spadochronowych przez uczniów-skoczków (studentów). W wojskach powietrznodesantowych funkcję tę spełnia spadochron desantowy.

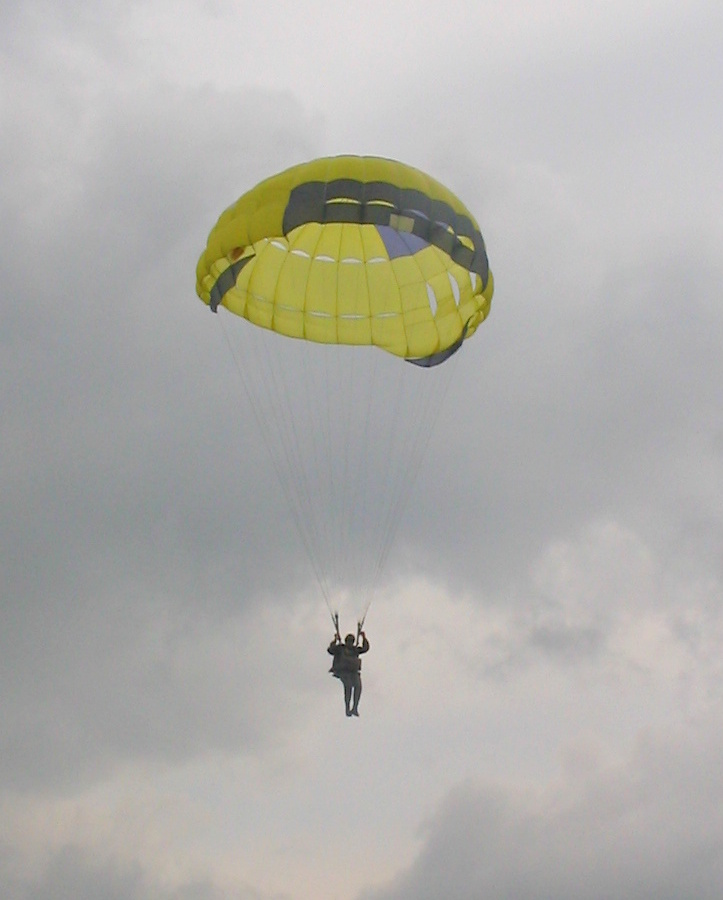
Uczeń-skoczek ze spadochronem szkolno-treningowym typu: „ST-7“ na podejściu do lądowania (Lotnisko Katowice-Muchowiec, czerwiec 2005)

Cechy spadochronów szkolnych (szybujących):
- bardzo bezpieczne,
- duże (powierzchnia 25–30 m²),
- 9- i 7-komorowe,
- charakteryzują się bardzo małą prędkością opadania,
- mało zwrotne i praktycznie niemożliwe do „przeciągnięcia”.

Obecnie najbardziej popularnymi spadochronami wykorzystywanymi do szkolenia w Aeroklubach i na strefach spadochronowych są: Navigator, Voyager, Drakkar, Falcon, Laser.
Spadochrony szkolno-treningowe produkowane w Polsce
W Zakładach Sprzętu Technicznego i Turystycznego AVIOTEX w Legionowie (przedsiębiorstwo państwowe) były wyprodukowane lub zmodernizowane spadochrony szkolno-treningowe sportowe:
- Szkolno-treningowe sportowe (spadochrony okrągłe): ST-1, ST-5, ST-5ZM, ST-5ZM ser. 3, ST-7, ST-8 i L-2 KADET.

W firmie AIR-POL Sp. z o.o. w Legionowie produkowane spadochrony szkolno-treningowe:
- Spadochron szkolno-treningowy L-2 Kadet (okrągły). Przeznaczony do szkolenia podstawowego oraz do treningu nawyków. Użytkowany w komplecie ze spadochronem zapasowym piersiowym AZ 95M. Otwarcie ręczne uchwytem wyzwalającym lub samoczynnie liną wyciągającą. Jako dodatkowe zabezpieczenie wykorzystywany jest automat spadochronowy KAP-3[4].
- FENIKS Future (szybujący) – spadochron szkolno-treningowy. Przeznaczony jest do wykonywania skoków przez skoczków, którzy opanowali technikę skoku z wolnym otwarciem. Budowa zestawu daje maksymalny komfort skoczkowi w trakcie wykonywania skoku. Konfiguracja zestawu w zakresie doboru czasz spadochronów zależy od oczekiwań zamawiającego. Zestaw spełnia wszystkie wymagania stawiane dla tego typu sprzętu w sporcie spadochronowym i stanowi zestaw dla instruktorów spadochronowych[5].
- FENIKS Student (szybujący) – został skonstruowany z przeznaczeniem dla wojska, dlatego też sprawdza się w przerzucie wojsk w warunkach szkolno-bojowych. Dzięki występującym w systemie opcjom otwarcia spadochronu głównego spadochron może być użyty do szkolenia w zakresie każdej operacji z wykorzystaniem przerzutu metodą spadochronową[6].